# Freemanomyia elongatus
Freemanomyia elongatus är en tvåvingeart som först beskrevs av Freeman 1951.  Freemanomyia elongatus ingår i släktet Freemanomyia, ordningen tvåvingar, klassen egentliga insekter, fylumet leddjur och riket djur. Inga underarter finns listade i Catalogue of Life.